# Acanthennea erinacea
Acanthennea erinacea е вид охлюв от семейство Streptaxidae. Видът е уязвим и сериозно застрашен от изчезване.

## Разпространение
Разпространен е в Сейшели.

## Описание
Популацията на вида е стабилна.